# 海青拿天鵝
海青拿天鵝，琵琶古曲，約莫出現於元代，描寫蒙古人將海東青用於獵捕天鵝的情景，曲情雄健活潑。有些版本將曲名題為海青拿鶴、平沙落雁、大平沙。由於技巧難度高、習慣與一般不同，能演奏者極少，近代僅有浦東派彈奏此曲。

## 歷史概況

### 相關記錄
- 元代詩人楊允孚在《灤京雜詠》記有「為愛琵琶調有情，月高未放酒杯停。新腔翻得涼州曲，彈出天鵝避海青」並註記：「海青拿天鵝，新聲也」。[2]

- 明代李開先的《詞謔》中對張雄演奏琵琶曲拿鵝如此描寫：「有客請聽琵琶者，先期上一付新絃，手自撥弄成熟，臨時一彈，令人盡驚。如拿鵝，雖五楹大廳中，滿座皆鵝聲也。」[2]

### 記譜版本
- 浦東派鞠士林的琵琶譜傳抄本（1860年）將曲名記作平沙落雁。[2]

- 無錫派華秋蘋的《琵琶譜》（1819年）記為海青拿鶴，分十八段。[2]

- 平湖派李芳園的《南北派三套大曲琵琶新譜》（1895年）刊載者記為海青拿鶴，目錄註有「浦東派南匯陳希夷子敬校」，小標題和華氏譜接近，旋律和浦東派的版本接近。[2]

- 沈浩初的《養正軒琵琶譜》（1929年）承襲了鞠士林的譜，稱其為平沙落雁，譜中又註記「一名海青拿鶴，又名大平沙」，共十八段。[2]

## 演奏版本
雖然無錫派、平湖派的傳譜中均刊有此曲，但近代並無人演奏；目前僅有浦東派（例如：林石城）演奏此曲。

## 外部連結
- YouTube上的〈海青拿天鵝〉，林石城演奏